# Las batallas en el desierto
Las batallas en el desierto es una novela corta de José Emilio Pacheco, que apareció por primera vez en el suplemento Sábado del periódico la voz el 7 de junio de 1980. Al año siguiente fue publicada por la editorial Era.

## Argumento
La novela narra la historia de Carlos, un niño de ocho años, en el contexto sociopolítico del México de la posguerra de la Segunda Guerra Mundial. En la novela se hace referencia a la cultura popular de la época (mencionando a personajes como Tin Tan, Pedro Infante, entre otros), a los cambios tecnológicos (automóviles, aparatos electrodomésticos) y a los nuevos hábitos de consumo (refrescos embotellados, pan de barra, salsa "ketchup") que llegaban de los Estados Unidos después de la Segunda Guerra Mundial. Carlos vive en la colonia Roma de la Ciudad de México, asentamiento de una numerosa colonia extranjera árabe, judía y oriental, así como de mexicanos provenientes de diferentes ciudades del país. Su familia es de la clase media; su madre proviene de una familia conservadora, de ascendencia jalisciense e hija de antiguos cristeros, y su padre posee una compañía de jabones, la cual ha entrado en bancarrota debido a la invasión del detergente en polvo, otro nuevo producto de aquella época:

Mi padre no salía de su fábrica de jabones que se ahogaba ante la competencia y la publicidad de las marcas norteamericanas.
José Emilio Pacheco. Las batallas en el desierto.

El nombre "las batallas en el desierto" alude a la guerra que culminó en la formación del Estado de Israel, en 1948. Así mismo, es el juego en el que niños de diferentes orígenes étnico en las cuales se enfrentan a la hora del recreo en las escuelas primarias de la Colonia Roma. En la escuela, Carlos se hace amigo de Jim, un niño nacido en los Estados Unidos. Un día, Jim invita a Carlos a comer a su casa; ahí Carlos conoce a Mariana, la madre de Jim, una guapa mujer de veintiocho años de quien el pequeño Carlos se enamora perdidamente. Jim es hijo natural de un periodista estadounidense que no quiso reconocerlo y Mariana es amante de varios prominentes políticos mexicanos, pero ambas circunstancias se las oculta a su hijo. Otro día, Carlos engaña a su profesor pidiendo permiso para ir al baño pero en realidad sale durante plena clase al departamento de Jim. Allí encuentra sola a Mariana y le declara que está enamorado de ella. Mariana reacciona de forma comprensiva y besa a Carlos en las comisuras de los labios pero le deja claro de que nunca podrá haber nada entre los dos. 
Después de que los padres de Carlos se enteraron de lo sucedido, lo obligan a confesarse ante la iglesia e ir al psiquiatra. Carlos se queja de que nadie comprenda el significado de su confesión de amor hacia Mariana; para su madre es un escándalo y un insulto a su decencia (pues duda de la buena reputación de Mariana por ser madre soltera); para su padre, Carlos está mal de la cabeza; el sacerdote solo se preocupa de verificar si el niño no cometió pecados contra la pureza (lujuria o masturbación) y su hermano Héctor (un aventurero empedernido que hostiga hasta a las empleadas domésticas) está intrigado por saber si Carlos al menos intentó alguna aventura sexual con Mariana. Cambian a Carlos de escuela y su familia entra en una época mejor en la cual su padre trabaja para las mismas empresas que antes lo dejaron en bancarrota. Héctor, hermano de Carlos quién entró a la cárcel tras una riña y que es el conflictivo de la familia, llega a estudiar en Chicago; sus hermanas, una de las cuales ha tenido un amorío con un actor fracasado que terminó ahorcándose, se van a Texas. 
Después de algún tiempo, Carlos encuentra a Rosales, el compañero más pobre de su antigua escuela y un buen alumno con quien tuvo un pleito. Este le cuenta a Carlos el rumor de que Mariana se suicidó tras una discusión con su amante, un político. El padre biológico de Jim se lo ha llevado a San Francisco. Carlos no cree en lo que ha escuchado y va en busca de Mariana, pero no logra encontrar ninguna información acerca de ella o sobre Jim. Don Sindulfo, el portero del edificio, ya no está más; el departamento que ocuparon Jim y Mariana ahora está habitado por una familia pobre que no puede darle ninguna referencia sobre dónde se han ido su amigo y su amada y mucho menos confirmarle la supuesta muerte de Mariana.
La trama concluye en que Carlos nunca logra saber si Mariana se suicidó o si sigue con vida; termina sin saber nada acerca de Jim, de Rosales o de alguien de aquella época. Tiempo después, todos los edificios en los que vivían los personajes de la historia son demolidos y Carlos no tiene otra opción más que recordar no solo a Mariana y a sus compañeros de clase de su época de niño, sino a la propia Ciudad de México en que sucedió la historia. Carlos refiere que:

Se acabó esa ciudad. Terminó aquél país. No hay memoria del México de aquéllos años. Y a nadie le importa: de ese horror quién puede tener nostalgia. Todo pasó como pasan los discos en la sinfonola. Nunca sabré si aún vive Mariana. Si hoy viviera tendría ya ochenta años.
Ibíd.

## Ediciones y versiones deLas batallas en el desierto
La última versión de Las batallas en el desierto apareció en el suplemento cultural "Sábado" el día sábado 7 de junio de 1980, cuando dicho suplemento estaba bajo la dirección de Fernando Benítez. La portada del suplemento dice a la letra así:

Sábado
mínimo homenaje a José Emilio Pacheco
quisimos honrarlo y él honra a "Sábado"
con su primer cuento escrito en los últimos años
Las batallas en el desierto
Ilustraciones de Vicente Rojo
textos de Carlos Monsivaís y Henríquez González Casanova
Alejandra Moreno Toscano / censos y padrones de los siglos XVI-XIX
un poema de Hugo Gutíerrez Vega: tlayacapan
cine/teatro/artes pláticas/música/libros

Esta primera edición ocupó cinco páginas del suplemento, además de compartir espacio con un texto de Carlos Monsiváis Aceves y varias ilustraciones de Vicente Rojo tal como se anuncia en la portada. Esta versión del texto puede consultarse en la Hemeroteca Nacional de México y es importante señalar que tanto el autor como los editores mismos lo consideraron en principio, un cuento. Más tarde este detalle inaugura[¿dónde?] la polémica sobre el género del texto: ¿se trata de un cuento largo o novela corta?
Un año más tarde, gracias a la editorial Era Las batallas en el desierto, se publicó en 1981 valorada ahora como novela. José Emilio Pacheco, en tanto poeta como narrador, fue un escritor preocupado por el estilo y la claridad, a la par de un corrector de detalles insistente. Fue así que a partir de la primera versión de Las batallas en el desierto en el suplemento del periódico unomásuno y la consecuente primera edición de 1981, el texto tuvo por parte de su autor una serie de cambios y variaciones, hasta el año 2014, año de la muerte de Pacheco.
Para 1991, la novela contaba con diez años, de bastante popularidad, estudios y crítica académica referente a ella y siguió creciendo su éxito hasta alcanzar las diecinueve reimpresiones en el año de 1998. Fue hasta el año de 1999 que apareció la Segunda edición revisada, la cual se reimprimió hasta 2011, en el aniversario número treinta de la publicación de la novela. Editorial Era lanzó una edición ilustrada en junio de dicho año para conmemorar la fecha y para octubre de 2011 salía al mercado su primera reimpresión. La Tercera edición, la cual conmemora su primera treintena, cuenta con nueve reimpresiones hasta el año 2014.
También existe una edición elaborada por la SEP en conmemoración de los 90 años que cumplió la Secretaría de Educación Pública y para fortalecer el fomento a la lectura. El año coincidió con el treinta aniversario de la novela, es decir 2011.
Debido a que hay diferencias entre las versiones es importante tener noción de ellas.
A continuación hacemos una comparación entre la versión del suplemento “Sábado” del periódico unomásuno que consta del año 1980 y la primera edición de 1981, con los elementos más significativos:
1980: Circulaban los primeros coches producidos después de la guerra: Packard, Cadillac, Buick, Chrysler, Mercury, Pontiac, Dodge, De Soto.
1992: Circulaban los primeros coches producidos después de la guerra: Packard, Cadillac, Buick, Chrysler, Plymouth, Mercury, Pontiac, Dodge, De Soto.
1980:Para el remoto, para el impensable 1980 se auguraba – sin especificar cómo sería posible lograrlo- un porvenir de plenitud y bienestar universales.
1992:(…) Para el impensable 1980 se auguraba – sin especificar cómo íbamos a lograrlo- un porvenir de plenitud y bienestar universales.
2011:(…) Para el impensable 2000 se auguraba – sin especificar cómo íbamos a lograrlo- un porvenir de plenitud y bienestar universales.
1980:La utopía al fin conquistada (Punto y aparte) II. Los desastres de la guerra
En 1992 añade un último párrafo:

La utopía al fin conquistada (Punto y seguido) Mientras tanto nos modernizábamos, incorporábamos a nuestra habla términos que primero había sonado como pochismos en las películas de Tin Tan y luego insensiblemente se mexicanizaban: ténquiu, oquéi, uasamara, sherap, sorry, uan móment pliis. Empezábamos a comer hamburguesas, páys, donas, jotdogs, malteadas, áiscrim, margarina, mantequilla de cacahuate. La coca-cola sepultaba las aguas frescas de Jamaica, chía, limón. Aún los pobres seguían tomando tepache. Nuestros padres se habituaban al jaibol que en principio les supo a medicina. En mi casa está prohibido el tequila, le escuché decir a mi tío Julián. Yo nada más sirvo whisky a mis invitados: hay que blanquear el gusto de los mexicanos.
Ibíd.

Hay diferencias entre la versión de 1992 y la de 2011 pero más bien estilísticas.

El final de la novela, también reescrita por el autor, cambia la edad de Mariana haciendo el cálculo desde 1948 hasta el año 2000:
Nunca sabré si aún vive Mariana. Si hoy viviera tendría ya ochenta años
La novela ha gozado de tal éxito tanto entre los adultos, los jóvenes y los niños que se calculan a la fecha alrededor de 40 reimpresiones.

## Traducción
La novela ha sido traducida a varios idiomas, como el inglés (por Katherine Silver), italiano, francés, japonés, griego y ruso. Su traducción más reciente ha sido al árabe (por Shadi Rohana), publicada en Palestina en 2016 e ilustrada por la artista mexicana Adriana Ronquillo.